# واين ألارد
واين ألارد (بالإنجليزية: Wayne Allard)‏ هو طبيب بيطري أمريكي من مواليد 2 ديسمبر 1943 وسيناتور للفترة (1997-2009) عن كولورادو.